# لاري كول
لاري كول (بالإنجليزية: Larry Cole)‏ هو لاعب كرة قدم أمريكية أمريكي، ولد في 15 نوفمبر 1946 في كلاركفيلد في الولايات المتحدة.

## وصلات خارجية
- لاري كول على موقع مرجع كرة القدم المحترفة.كوم (الإنجليزية)